# Autour d’une cabine
Autour d’une cabine – francuski film animowany z 1895 roku w reżyserii  i na podstawie scenariusza Émila Reynauda.